# Gare de Rennes-La Poterie
La gare de Rennes-La Poterie est une gare ferroviaire française de la ligne de Châteaubriant à Rennes, située dans le quartier de La Poterie sur le territoire de la ville de Rennes, dans le département d'Ille-et-Vilaine, en région Bretagne.
C'est une halte voyageurs de la Société nationale des chemins de fer français (SNCF) desservie par des trains express régionaux du réseau TER Bretagne, circulant entre Rennes et Châteaubriant.

## Situation ferroviaire
Établie à 50 mètres d'altitude, la gare de La Poterie est située au point kilométrique (PK) 56,255 de la ligne de Châteaubriant à Rennes, entre les gares de Rennes et de Vern. 

## Histoire
Elle est mise en service le 5 septembre 1994, la même année que la gare de Cesson-Sévigné.
Peu reliée au réseau urbain de transport en commun de Rennes (la station de métro La Poterie est à plus d'un kilomètre au sud-ouest), il a été projeté de déplacer la gare au Val Blanc,, sur la commune de Chantepie, où elle aurait pu être en correspondance avec une station projetée « Val Blanc » de l'extension abandonnée de la ligne A du métro rennais, et desservir les zones d'activités alentour ainsi que le centre-bourg de la commune situé non loin. La décision de réaliser un réseau de bus à haut niveau de service (« Trambus ») à la place des extensions du métro rend ce projet caduc,.

## Fréquentation
De 2015 à 2023, selon les estimations de la SNCF, la fréquentation annuelle de la gare s'élève aux nombres indiqués dans le tableau ci-dessous.
| Année     | 2015   | 2016   | 2017   | 2018   | 2019   | 2020   | 2021   | 2022   | 2023   |
| --------- | ------ | ------ | ------ | ------ | ------ | ------ | ------ | ------ | ------ |
| Voyageurs | 33 870 | 38 781 | 43 870 | 31 844 | 33 400 | 45 583 | 44 391 | 54 075 | 65 660 |

## Service des voyageurs

### Accueil
Halte SNCF, c'est un point d'arrêt non géré (PANG) à entrée libre, qui dispose d'un quai avec un abri. Elle est située dans la zone de validité des titres de transport intermodaux Unipass de Rennes Métropole,.

### Desserte
La Poterie est desservie par des trains TER Bretagne qui circulent entre les gares de Rennes et de Châteaubriant.

### Intermodalité
Un parking pour les véhicules y est aménagé à côté de l'entrée du chemin d'accès par la rue de Châteaugiron.
Elle est desservie à distance par la ligne de bus C1 du Service des transports en commun de l'agglomération rennaise (STAR), à l'arrêt Sauvaie à environ 350 m. Elle est située à plus d'un kilomètre de la station de métro La Poterie.